# Mysorea thaiensis
Mysorea thaiensis is een hooiwagen uit de familie Trionyxellidae.